# Autoridad Portuaria de Barcelona
La Autoridad Portuaria de Barcelona (APB), también conocida por la denominación comercial de Puerto de Barcelona (Port de Barcelona en idioma catalán), es una autoridad portuaria española, dependiente del ente público Puertos del Estado del Ministerio de Transportes, Movilidad y Agenda Urbana, configurada como el organismo público encargado de operar el puerto de Barcelona. Puesta en funcionamiento el 1 de enero de 1993, al entrar en vigor la Ley
27/1992, de 24 de noviembre, de Puertos del Estado, heredando patrimonio del Puerto Autónomo de Barcelona, la entidad pasó entonces a operar, además del puerto de Barcelona, 20 faros, desde Port-Bou hasta Villanueva y Geltrú.

## Sede

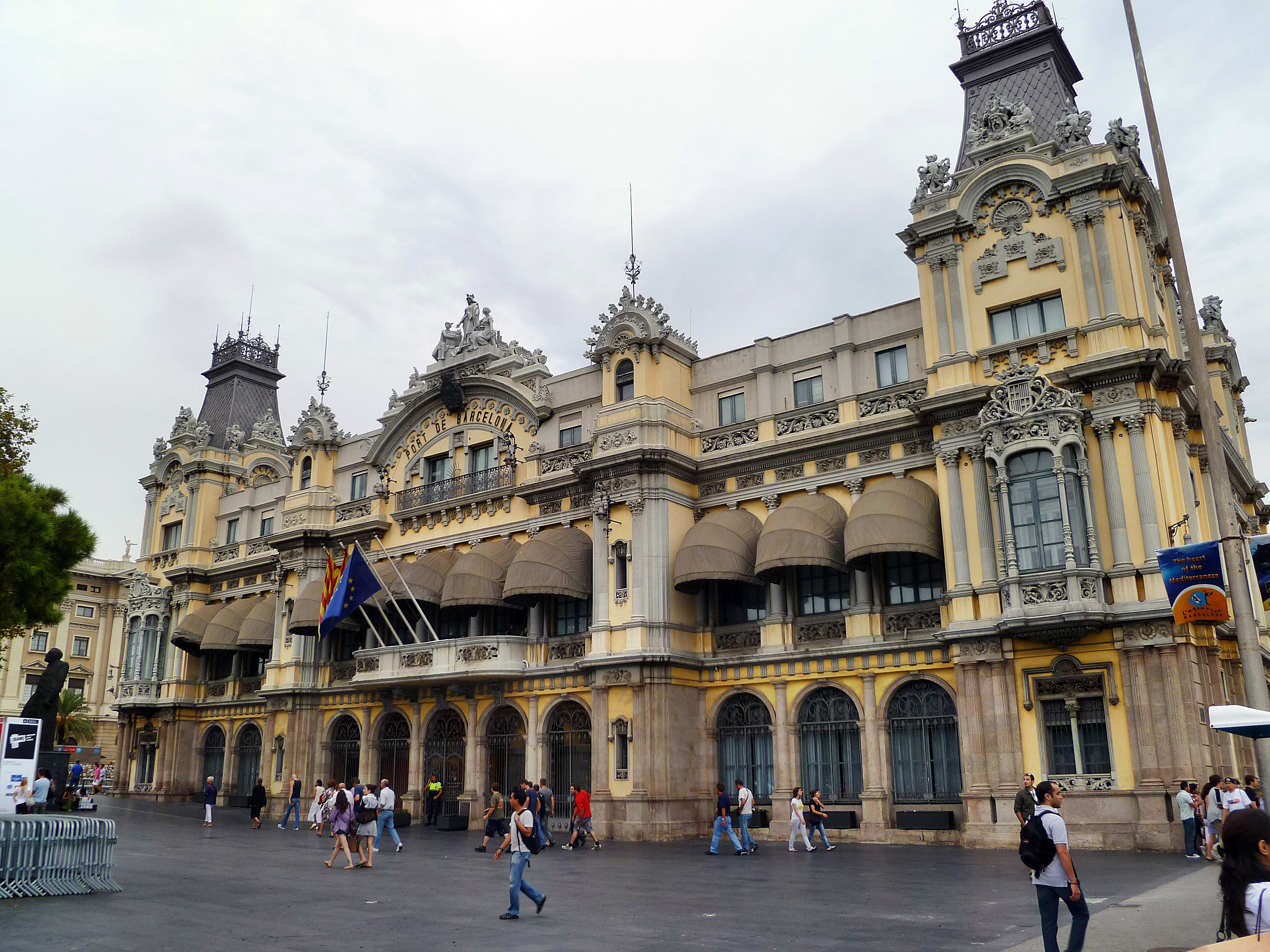
El edificio de la Junta de Obras del Puerto, sede histórica de la APB.

Desde 2009 la Autoridad Portuaria de Barcelona tiene sus oficinas en el World Trade Center Barcelona, ubicado en el propio puerto. Anteriormente la sede histórica de la APB —y los organismos precursores— fue el edificio de la Junta de Obras del Puerto, en el portal de la Pau. Este inmueble, catalogado como Bien Cultural de Interés Local, está en fase de rehabilitación desde el traslado, para convertirlo en un centro de divulgación.

## Presidentes
- Josep Munné (1993-1995)[n 1]
- Antoni Pujol (1995-1996)[5]
- Joaquim Tosas (1996-2004)
- Joaquim Coello (2004-2006)
- Jordi Valls (2006-2011)
- Sixte Cambra (2011-2018)
- Mercè Conesa (2018-2021)[6]
- Damià Calvet (2021-2022)[7]
- Lluís Salvadó (2022-2024)
- José Alberto Carbonell (2024-actualidad)[8]

## Policía Portuaria

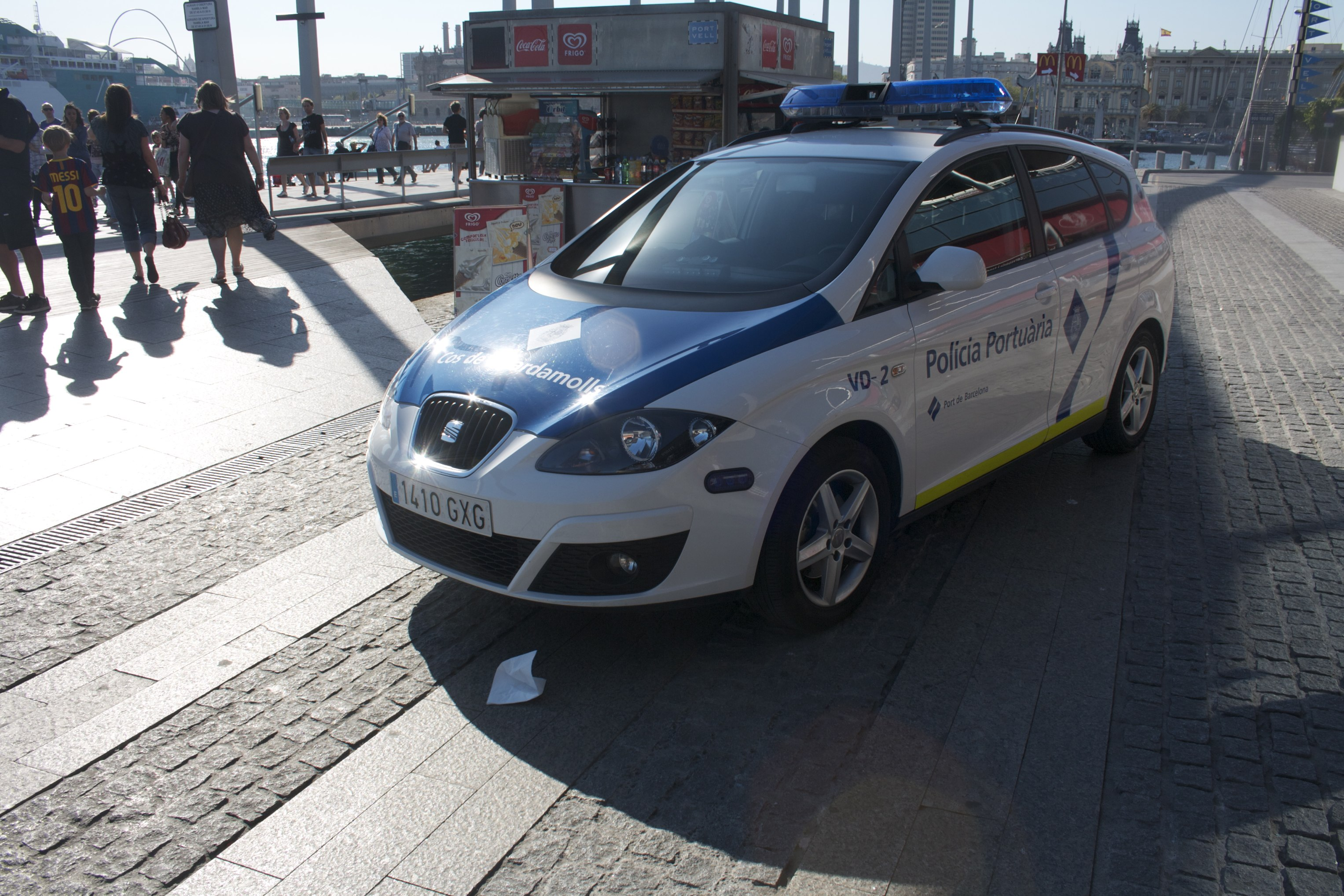
Policía portuaria de Barcelona

El puerto de Barcelona, como Puerto de Interés General, cuenta con su propio departamento de Policía Portuaria, también denominada Cuerpo de Guardamuelles (en catalán: Cos de Guardamolls). Es el encargado de la seguridad pública y el tráfico de toda la zona portuaria, así como el control de las personas y vehículos que operan en su interior.

## Faros
Conforme al Real Decreto Legislativo 2/2011, por el que se aprueba el Texto Refundido de la Ley de Puertos del Estado y de la Marina Mercante, la Autoridad Portuaria de Barcelona tiene asumida la competencia, gestión y conservación de todas las señales marítimas (faros, balizas y boyas) de las provincias de Barcelona y Gerona. Ello incluye una docena de faros en servicio que están catalogados con valor patrimonial por el Ministerio de Educación, Cultura y Deporte de España:
- Faro de San Cristóbal (Villanueva y Geltrú)
- Faro de Llobregat (Barcelona)
- Faro de Montjuïc (Barcelona)
- Faro de Calella (Calella)
- Faro de Tosa de Mar (Tosa de Mar)
- Faro de la Punta del Molino (Palamós)
- Faro de San Sebastián (Palafrugell)
- Faro de las islas Medas (Estartit)
- Faro de Rosas (Rosas)
- Faro del Cabo de Creus (Cadaqués)
- Faro de Punta s'Arenella (Puerto de la Selva)